# مارتن هاغن
مارتن هاغن (بالإنجليزية: Martin Hagen)‏ هو متسابق بياثل أمريكي، ولد في 3 أكتوبر 1954 في Jackson Hole ‏ في الولايات المتحدة.

## وصلات خارجية
- مارتن هاغن على موقع أوليمبيديا (الإنجليزية)